# Sept Petits Monstres
Sept Petits Monstres (Seven Little Monsters) est une série d'animation canadienne en 54 épisodes de 26 épisodes créée d'après le livre de Maurice Sendak, du même créateur Max et les Maximonstres et diffusée du 30 septembre 2000 au 7 octobre 2003 sur PBS aux États-Unis puis en 2003 sur YTV au Canada.

## Synopsis
Dans une maison dans la ville de Centerville sept monstres géants en direct chacune le nom d'un autre numéro. Ensemble, ils forment une famille dirigée par un petit malin qui, souvent, la mère les appelle «petits monstres».
Ils sont confrontés à de nombreux défis de l'enfance d'une manière drôle et bizarre.

## Personnages
- Un - Un monstre avec des ailes d'oiseau assez sportive.
- Deux - Un monstre conky assez maladroit.
- Trois - Un monstre qui est toujours habillée.
- Quatre - Un frère monstre de graisse et de mauvaise humeur des son petit frère Cinq.
- Cinq - Un frère monstre avide de Quatre.
- Six - Démontre une danseuse de ballet.
- Sept - Un monstre terrible sans tête.
- Mère - La mère humaine doucement monstres.

## Voix
- Colette Sodoyez: Mère, Un
- Peppino Capotondi: Deux
- David Pion: Trois
- Patrick Descamps: Quatre, Cinq
- Carole Baillien: Six
- Alain Louis: Sept
- Version Française: MADE IN EUROPE
- Adaptation Française: Anne Goldstein
- Directeur de Plateau: Gérard Boucaron
- Thème interprété par: Nathalie Stas et Pierre Bodson